# Mort de Cédric Chouviat
Le texte peut changer fréquemment, n’est peut-être pas à jour et peut manquer de recul. 
Le titre et la description de l'acte concerné reposent sur la qualification juridique retenue lors de la rédaction de l'article et peuvent évoluer en même temps que celle-ci.
L'affaire Cédric Chouviat est une affaire judiciaire française née à la suite de l'interpellation, le 3 janvier 2020, de Cédric Chouviat, étranglé et plaqué au sol par des policiers à Paris. Il meurt 48 heures plus tard.
Trois des quatre policiers qui ont participé au contrôle sont mis en examen pour « homicide involontaire » six mois après le décès, et une quatrième policière est placée sous le statut de témoin assisté. La famille de la victime demande une requalification des faits en violences volontaires ayant entraîné la mort. Le Défenseur des droits s'est autosaisi dans cette affaire.
En 2025, un renvoi devant le Tribunal Correctionnel pour homicide involontaire est ordonné pour trois policiers.

## Biographie de Cédric Chouviat
Cédric Chouviat est un livreur à scooter domicilié à Levallois-Perret. Âgé de 42 ans (né le 14 décembre 1977), il est le père de cinq enfants. La famille est de confession musulmane,. Ancien propriétaire d’une entreprise de remorquage de deux roues, il a effectué une courte carrière en tant qu'agent de joueurs de football au début des années 2010. Il suit son demi-frère Marvin Martin puis Yacine Bammou, futur international pour le Maroc.
Selon sa femme, ce n'était pas la première interpellation violente à laquelle la police avait eu recours pour l'interpeller. Elle déclare : « Il y a 15 ans, mon mari se fait interpeller. [...] Le ton monte. [...] Sans même qu'il s'en rende compte il se fait étrangler. [...] Ce jour-là mon mari m'a dit : « S'ils m'avaient retenu encore une seconde de plus, je ne serais pas là pour te raconter mon histoire » ».
Selon Le Point, Cédric Chouviat faisait l'objet d'une annulation de son permis de conduire depuis le 2 octobre 2018. Il n'avait plus de points. Il était propriétaire de trois scooters pour lesquels l'avocat de la famille précise que « s'agissant de moins de 50 cm3 il n’était pas nécessaire de posséder un permis pour le conduire ».

## Faits
Cédric Chouviat est interpellé le 3 janvier 2020 sur le quai Branly à Paris, dans le 7e arrondissement de Paris. Il subit une clé d'étranglement et un plaquage ventral,. Il meurt dans la nuit de samedi à dimanche à l'hôpital européen Georges-Pompidou. Les avocats de sa famille annoncent son décès deux jours plus tard, lors d'une conférence de presse donnée à Paris au siège de la Ligue des droits de l'homme. Ils portent plainte avec constitution de partie civile pour « violences volontaires par personne dépositaire de l'autorité publique ayant entraîné la mort » afin d'obtenir la saisie d'un juge d'instruction.

### Point de vue des forces de l'ordre
Selon la Préfecture de police de Paris, les fonctionnaires ont contrôlé le conducteur du scooter parce qu'il téléphonait. Celui-ci se serait montré « irrespectueux et agressif », et aurait insulté l'équipage au moment où il partait. Les agents auraient alors procédé à l'interpellation pour outrage à agent public, à laquelle Cédric Chouviat aurait résisté, avant de faire un malaise cardiaque. L'avocat des policiers, Laurent-Franck Liénard, précise : « Si on s’oppose [aux policiers], ils vont faire usage de la force et si on fait usage de violences à leur encontre, ils vont avoir raison, parce que c’est le principe démocratique : force doit rester à la loi ».
Le 8 janvier, l'avocat des policiers, Thibault de Montbrial, donne une version détaillée des policiers. Tout commence à un feu de circulation, selon Thibault de Montbrial, « l'équipage de police secours est arrêté à un feu et voit passer un individu à scooter avec un téléphone portable à la main ». L'un d'eux baisse sa vitre et crie « téléphone ! » à Cédric Chouviat qui « a un geste méprisant envers les policiers ». Les fonctionnaires décident alors de contrôler Cédric Chouviat qui adopte « une attitude de provocation verbale multiple agressive » et également de « provocation physique en s'avançant vers les policiers », le tout en hurlant « violence policière » à chaque fois que les policiers le remettaient à distance de sécurité. Ce contrôle dure une dizaine de minutes, les policiers informent alors le livreur qu'ils vont le verbaliser pour l'usage du téléphone et que les éléments vont lui être envoyés. Le contrôle est terminé, les quatre fonctionnaires remontent dans la voiture mais Cédric Chouviat « revient au contact de la voiture de police, côté conducteur » et il commet « un nouvel outrage envers l'équipe qui décide de l'interpeller ».
Au cours de leurs auditions par le juge, les policiers affirment qu'ils n'ont pas entendu Cédric Chouviat prononcer plusieurs fois les mots « j’étouffe ».

### Point de vue de la famille
L'avocat de la famille, Arié Alimi, déclare que « deux témoins indiquent que [Cédric Chouviat] a subi une clé d'étranglement », peu après avoir commencé à filmer les forces de l'ordre. Une scène qui a été filmée et diffusée sur le web. Selon lui, la chronologie des événements « mène vraisemblablement Cédric à la mort » : dans une seconde vidéo, on voit trois agents appliquer sur lui un plaquage ventral (technique d'immobilisation), l'écrasant face contre terre. Ils auraient continué même après des signes d'épuisement de Chouviat ; ce n'est qu'une fois qu'il aurait été inconscient et le visage bleu qu'ils l'auraient emmené à l'hôpital. Alimi affirme également que « la communication de la préfecture de police ne correspond pas à la réalité des faits » étant donné qu'elle « n'a jamais évoqué ce plaquage ventral ». La police aurait l'« intention d'induire en erreur non seulement la famille, mais aussi l'opinion publique ». D'après la famille de M. Chouviat, ce dernier n'utilisait son téléphone que via un micro implanté dans son casque. Il aurait été arrêté à cause de sa plaque d'immatriculation sale et « difficilement lisible ».
Sa femme Doria Chouviat déclare : « je reconnais qu'il a pu être insultant, pour autant il ne mérite pas ce qui lui est arrivé » [...] « s'il a pris une vidéo c'est qu'il s'est passé quelque chose ». Elle évoque des « faux témoignages ». Elle déclare à la fois « J’ai envie de faire confiance à la justice », puis à la question « Faites-vous confiance à la justice ? », elle répond « Je vous avoue que non ».
Dans un entretien au journal La Croix, sa femme suggère une motivation islamophobe et demande une analyse de la personnalité du policier mis en cause.

## Soutien à la famille Chouviat
Un hashtag « #JusticePourCédric » se développe sur les réseaux sociaux. Un appel à une marche blanche est lancé pour le dimanche 12 janvier 2020. Environ 500 personnes se réunissent pour cet hommage qui s'est terminé par un discours de l'imam de Levallois, dont Cédric Chouviat était proche.

## Enquêtes de l'IGPN et du juge d'instruction

### Juin 2020: enquête de l'IGPN
Selon une enquête en cours de l'inspection générale de la Police nationale (IGPN), Cédric Chouviat qualifie à plusieurs reprises de « guignol » le chef d'équipe ayant effectué le contrôle routier et indique son intention de déposer plainte contre lui. En réaction le chef d'équipe le met au sol par une technique d'étranglement arrière.
L'incident n'est pas mentionné dans le compte rendu d'intervention des policiers au jour de l'incident. Alors que les policiers disaient avoir immédiatement secouru leur victime, une note de synthèse de l'IGPN estime que leur temps de réaction a été de l'ordre de trois minutes.
En juin 2020, les quatre policiers sont placés en garde à vue par l'IGPN et confrontés à une bande-son provenant du téléphone de Cédric Chouviat, sur laquelle on l'entend dire "J’étouffe" 7 fois de suite en quelques secondes.
Les policiers sont entendus en début juillet par le juge d'instruction nommé, chargé de l'enquête. Trois membres de l'équipe y compris le policier qui pratique l'étranglement arrière, Michaël Perez, ont été mis en examen pour « homicide involontaire ». La policière ayant filmé les faits, Laura Jouve, est placée sous le statut intermédiaire de témoin assisté.
Selon leurs avocats, les quatre policiers ont « le soutien absolu et total de l'ensemble de la chaîne hiérarchique », mais le rapport commandé à des experts par l'ex-ministre de l'Intérieur Christophe Castaner donne un tableau plus nuancé en observant que le « plaquage ventral associé aux points de pression sur la gorge ou le dos », mis en cause dans cette affaire, n'est plus enseigné dans les écoles de police.

### Juillet 2020: mises en examen
Deux membres de l'équipe qui a procédé au contrôle routier sont mis en examen les 7 et 8 juillet et le troisième la semaine suivante, selon son avocat Laurent-Franck Liénard.
La famille de la victime se déclare soulagée par ces mises en examen, mais déplore qu'ils ne soient pas poursuivis pour « violences volontaires ayant entraîné la mort », faits passible de la Cour d'assises.

### Janvier 2022: expertises médicales
Le premier avis médical donné à la famille a fait état d’un décès par hypoxie, causée par « un arrêt cardiaque consécutif à une privation d'oxygène ». Les médecins ont aussi relevé un « état antérieur cardiovasculaire ». Les premiers éléments de l'autopsie montrent que l'origine du malaise cardiaque est une asphyxie avec « fracture du larynx », à la suite d'un étranglement. Le rapport fait également état d'un taux de cholestérol trop élevé et d'un surpoids. L'avocat de la famille demande une seconde expertise car il craint que les policiers contestent le premier examen, évitant ainsi une future exhumation.
Le 24 janvier 2022, une expertise médicale de synthèse ordonnée par le juge d’instruction et versée à l’enquête confirme la responsabilité des trois fonctionnaires,. La  cause du décès serait une « association simultanée de plusieurs facteurs » découlant des gestes d’interpellation ayant « abouti à une privation très rapide d’oxygène au cerveau ». En accord avec la première expertise rendue en août 2020, l’expertise de synthèse considère comme « peu probable » le rôle joué par l’« état cardiovasculaire antérieur » de M. Chouviat dans son décès.

### Janvier 2022: divulgation de la vidéo
Jusque là non connue des médias, la vidéo réalisée par la victime avec son téléphone est révélée par le quotidien Libération en janvier 2022 et versée au dossier,. On y voit et on entend l’homme plaqué au sol par les policiers, qui répète neuf fois « j’étouffe ».
Sur la vidéo, la voix de  la victime répétant qu'elle ne peut plus respirer peut être entendue très distinctement alors que les policiers mis en cause avaient jusque-là affirmé depuis le début que le bruit de la circulation la couvrait et ainsi ne pas avoir entendu ses implorations. La famille estime que les policiers n'ont pas « réagi assez vite aux signes manifestes d'asphyxie de la victime », et demande une requalification des faits en violences volontaires ayant entraîné la mort ou en homicide, des crimes qui seraient passibles d'un jugement en cour d’assises.

### Janvier 2025: renvoi devant le tribunal correctionnel
Les juges d'instruction ont ordonné le renvoi en correctionnel des trois policiers concernés par l'agression, pour « homicide involontaire ». L'ordonnance de renvoi mentionne un comportement « non adapté, négligent et imprudent » de la part des policiers lors de l'interpellation. Les juges estiment que ce sont bien leurs « actions conjuguées » qui ont causé la mort de la victime.

## Conséquences

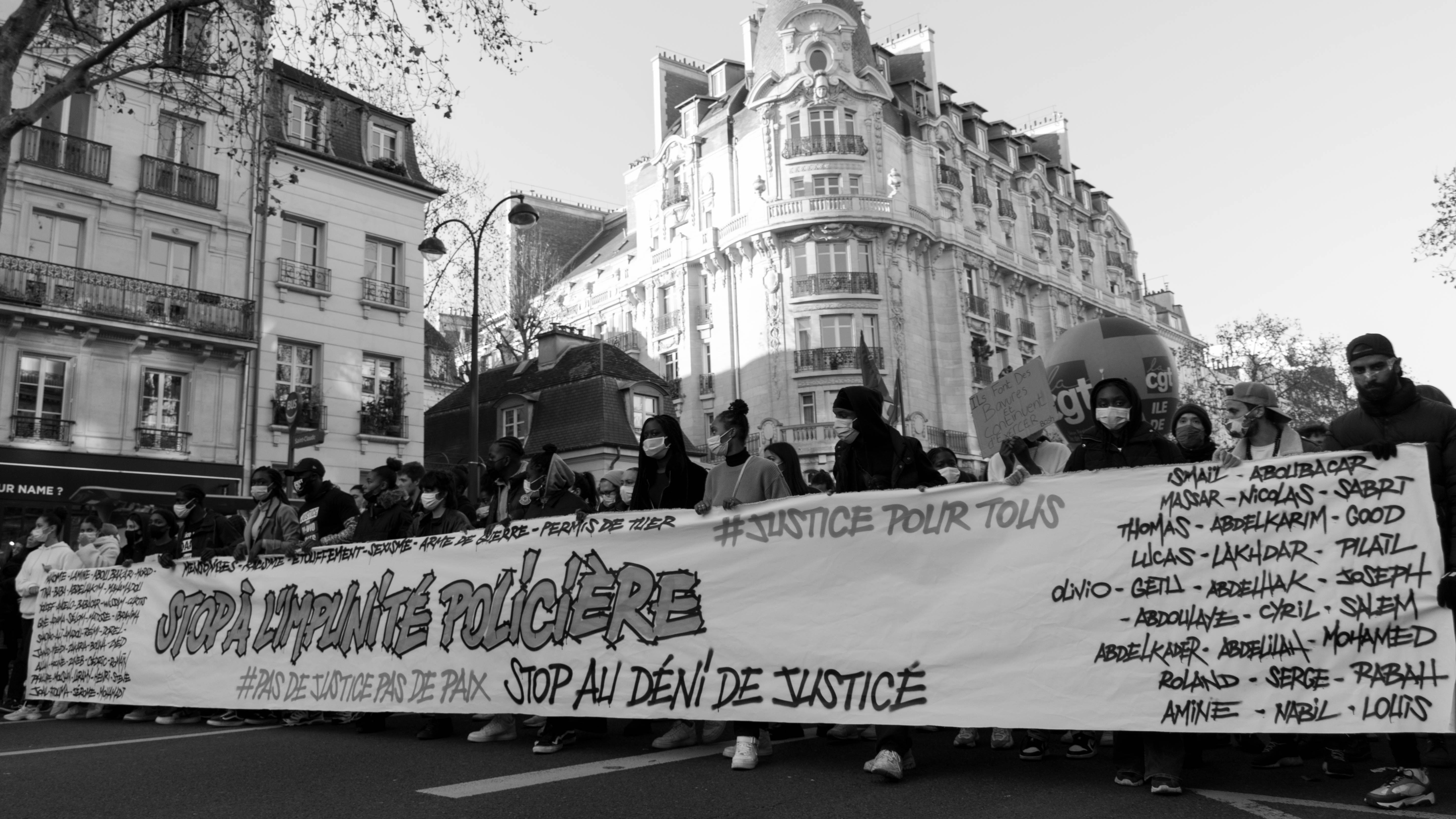
Le nom de Cédric Chouviat est inscrit sur une banderole Stop à l'impunité policière de la manifestation du 28 novembre 2020 à Paris contre la proposition de loi relative à la sécurité globale.

### Politiques et sociales

#### Janvier 2020
Le 9 janvier, le Défenseur des droits Jacques Toubon décide de s'autosaisir du dossier. Les Inrockuptibles signalent cette affaire lors du départ en retraite d'Éric Morvan, patron de la Police Nationale, très critiqué dans les affaires de bavures. Le même jour, L'Opinion observe que ce nouveau drame est suivi en très haut lieu et pourrait entacher l'action de Christophe Castaner en tant que ministre de l'Intérieur.
Le 12 janvier, Christophe Castaner consacre une bonne partie de ses vœux à la police nationale, effectuée à l'Ecole nationale supérieure des officiers de police (Ensop) de Cannes-Écluse (Seine-et-Marne), à un rappel de son devoir « d'exemplarité ».
Le 14 janvier, la famille de la victime est reçue par le ministre à qui elle demande la suspension des quatre policiers présents lors de l'interpellation mais ne l'obtient pas. Le même jour , le président Emmanuel Macron décide de rappeler à l’ordre les troupes du ministère de l’intérieur. « J’attends de nos policiers et de nos gendarmes la plus grande déontologie (…) Des comportements qui ne sont pas acceptables ont été vus ou pointés ».
Le 23 janvier, une proposition de loi visant l’interdiction des « techniques d’immobilisation létales : le décubitus ventral et le pliage ventral » est annoncée par le député François Ruffin pour être présentée le 26 février en commission des lois. Cette proposition de loi est rejetée le 4 mars 2020 par la commission des lois. Il était prévu qu'elle soit débattue à l'assemblée nationale le 26 mars 2020.

#### Janvier 2022
Après de nouvelles révélations fin janvier 2022, montrant que le bruit de la rue ne couvrait pas les supplications de la victime, l'affaire est évoquée sur le plateau de l’émission de Cyril Hanouna. La fille de la victime s'y plaint « de l’indifférence et du mépris » de la part du président Emmanuel Macron et du ministre de l’Intérieur Gérald Darmanin.

### Relance du débat sur le plaquage ventral
La technique du plaquage ventral, très utilisée, est mise en cause dans plusieurs décès (Lamine Dieng en 2007, Adama Traoré en 2016, etc.). Cette pratique est interdite dans plusieurs pays en raison de sa dangerosité.
Une proposition de loi pour l'interdire avait été déposée début 2019 et rejetée, avant l'affaire Cédric Chouviat.
Des organisations non gouvernementales relancent à l'occasion de cette affaire leur souhait de l'interdiction,.

## Similarité avec l'affaire George Floyd
La presse a fait le rapprochement avec le meurtre de George Floyd, dont l'asphyxie par un policier aux États-Unis cinq mois plus tard déclenche le mouvement Black Lives Matter,,,. Selon Le Parisien, les « deux drames présentent en tout cas de nombreuses similitudes. D'abord, un contrôle policier pour un motif banal puis un plaquage ventral prolongé suivi d'un décès par asphyxie, le tout sous les yeux de passants qui ont filmé la scène ». CNN remarque aussi que « comme dans l'affaire Floyd, l'action contre les officiers semble terriblement lente à venir ».
La famille de Cédric Chouviat, notamment la veuve et le père de la victime, Christian Chouviat, ont noté le rapprochement. Ce dernier s'étonne que « les deux affaires n'aient pas eu la même résonance » médiatique et politique. La sœur de Cédric Chouviat, Cynthia, et l'avocat de la famille, Arié Alimi, ainsi que les internautes sur les réseaux sociaux ont réagi aux propos du ministre de l'intérieur Gérald Darmanin qui venait de déclarer « Quand j’entends le mot violences policières personnellement je m’étouffe. La police exerce une violence, certes, mais une violence légitime ». Le Huffington Post observe que « ce choix des mots » du ministre a « provoqué de nombreuses critiques ».
C'est peu après la mort de George Floyd que Le Monde et Mediapart ont eu accès en juin 2020 aux enregistrements du téléphone de Cédric Chouviat et que les 4 policiers impliqués dans le décès de Cédric Chouviat ont été placés en garde à vue. Une semaine avant, le ministre de l'intérieur Christophe Castaner tenait une conférence de presse au moment des manifestations qui ont suivi la mort de George Floyd, rappelait l'affaire Chouviat et annonçait la fin de l'utilisation de la clé d’étranglement par les forces de l’ordre ; il était contredit une semaine plus tard par le directeur général de la police nationale.